# El filibusterismo (film)
El filibusterismo is een Filipijnse dramafilm uit 1962 onder regie van Gerardo de Leon. Het verhaal is gebaseerd op de gelijknamige roman El filibusterismo van José Rizal uit 1891, een vervolg op diens eerste roman Noli Me Tangere. Deze belangrijke literaire werken van Rizal vormden een belangrijke inspiratiebron voor de Filipijnse Revolutie van 1896 en zijn verplicht studiemateriaal op elke Filipijnse middelbare school. De Leons verfilming van El filibusterismo sleepte tien nominatie voor een Famas Award in de wacht en won er uiteindelijk zes, waaronder die voor beste scenario en die voor beste regisseur.

## Verhaal
Het verhaal van de film komt grotendeels overeen met het verhaal van de roman van Rizal en wijkt slechts op details af van het boek. Dertien jaar nadat Juan Crisostomo Ibarra de Filipijnen heeft verlaten keert hij terug, gebruikmakend van een nieuwe identiteit terug als Simoun, een rijke juwelier met baard en blauwgetinte brilglazen. Simoun is niet meer de idealist van voorheen, maar is uit op wraak voor de slechte dingen die hem overkomen zijn. Simoun wordt de belangrijkste adviseur van de Spaanse  gouverneur-generaal. Hij stimuleert de gouverneur-generaal en andere hooggeplaatste gezaghebbers tot het plegen van zo veel mogelijk misstanden. Zijn doelstelling hierbij is het volk te aanzetten tot een revolutie. Behalve het nemen van wraak is Simouns andere motief om terug te keren in de Filipijnen van meer persoonlijke aard. Hij wil zijn geliefde Maria Clara redden uit het klooster en bovendien de dood van haar vader wreken. 
In een bos op kerstavond ontdekt medisch student Basilio Simouns ware identiteit als hij hem herkent als de man die elf jaar geleden hielp zijn moeder Sisa te begraven onder een boom in datzelfde bos. Basilio is de verloofde van Juli, de dochter van voormalig landeigenaar Tales, die nu door toedoen van Spaanse fraters zijn bezit kwijt is geraakt en bovendien gekidnapt wordt door bandieten. Basilio, Simoun, de bandieten en studenten spannen samen en plannen een opstand tegen de Spaanse koloniale overheid en de fraters. Slechts uren voor de opstand begint, komt Maria Clara te overlijden net als haar adoptievader Kapitan Tiago. De opstand wordt afgeblazen en Basilio, die Juli had bevrijdt uit de slavernij wordt gevangengenomen samen met enkele studenten. Juli probeert hulp te krijgen van een Spaanse priester om Basilio vrij te krijgen. De priester probeert haar echter te verkrachten, waarop zij zelfmoord pleegt door uit het raam van het klooster te springen. 
Uiteindelijk komt het plan voor de opstand aan het licht en Simoun moet vluchten voor zijn leven. Hij raakte gewond als er op hem wordt geschoten en wordt zoekt bescherming bij een priester van Filipijnse afkomst. Hij biecht vlak voor zijn dood zijn ware identiteit op aan de priester. Na Simouns dood gooit deze al zijn juwelen in de Grote Oceaan in de hoop dat deze niet in handen zullen vallen van inhaligen, maar gebruikt zullen worden voor een groter goed, wanneer de natie zich uiteindelijk van het Spaanse juk zou bevrijden.

## Rolverdeling
| Acteur             | Personage        |
| ------------------ | ---------------- |
| Pancho Magalona    | Simoun           |
| Charito Solis      | Juli             |
| Teody Belarmino    |                  |
| Edita Vital        | Maria Clara      |
| Ben Perez          | Kabesang Tales   |
| Carlos Padilla jr. | Isagani          |
| Lourdes Medel      | Paulita Gomez    |
| Robert Arevalo     | Basilio          |
| Oscar Keesee       | Padre Camorra    |
| Ramon D'Salva      |                  |
| Joseph de Cordova  | Padre Florentino |
| Paquito Diaz       | Vicente          |
| Boy Francisco      |                  |
| Alfonso Carvajal   | Quiroga          |
| Jose Garcia        | Kapitan Heneral  |

## Prijzen en nominaties
- 1963 - FAMAS Award voor beste regisseur – Gerardo de Leon
- 1963 - FAMAS Award voor beste scenario – Adrian Cristobal, Gerardo de Leon en Jose Flores Sibal
- 1963 – FAMAS Award voor beste cinematografie - Mike Accion
- 1963 – FAMAS Award voor beste partituur - Tito Arevalo
- 1963 – FAMAS Award voor beste geluid - Luis Reyes
- 1963 – FAMAS Award voor beste verhaal - José Rizal
- 1963 – Nominatie voor FAMAS Award voor beste acteur – Pancho Magalona
- 1963 - Nominatie voor FAMAS Award voor beste actrice – Charito Solis
- 1963 - Nominatie voor FAMAS Award voor beste mannelijke bijrol – Robert Arevalo
- 1963 - Nominatie voor FAMAS Award voor beste vrouwelijke bijrol – Monang Carvajal